# كاثرين بانير
كاثرين بانير (بالإنجليزية: Catherine Banner)‏ (22 أبريل 1989، كامبريدج في المملكة المتحدة)؛ كاتِبة وروائية بريطانية.